# Tournoi des Cinq Nations 1973
Navigation
Tournoi 1972 Tournoi 1974
Le Tournoi des Cinq Nations 1973 voit toutes les équipes gagner à domicile : résultat unique dans les annales. Par conséquent, toutes les équipes sont réputées avoir gagné cette édition du Tournoi,
.

## Classement
Cette table reflète le cas inédit d'un Tournoi dans lequel les cinq sélections terminent à égalité (les nations y sont présentées par différence de points Δ décroissant et l'Irlande victorieuse de la France est devant celle-ci) :
| Rang | Nation             | J | V | N | D | PP | PC | Δ   | E | Pts |
| ---- | ------------------ | - | - | - | - | -- | -- | --- | - | --- |
| 1    | Pays de Galles (T) | 4 | 2 | 0 | 2 | 53 | 43 | +10 | 7 | 4   |
| 1    | Irlande            | 4 | 2 | 0 | 2 | 50 | 48 | +2  | 5 | 4   |
| 1    | France             | 4 | 2 | 0 | 2 | 38 | 36 | +2  | 3 | 4   |
| 1    | Écosse             | 4 | 2 | 0 | 2 | 55 | 59 | -4  | 6 | 4   |
| 1    | Angleterre         | 4 | 2 | 0 | 2 | 52 | 62 | -10 | 7 | 4   |

- Légende :

J matches joués, V victoires, N matches nuls, D défaites ;

PP points marqués, PC points encaissés, Δ différence de points PP-PC ;

E essais marqués ;

Pts points de classement, T tenant du titre.
- Attribution des points de classement (Pts) : 2 points pour une victoire, 1 point en cas de match nul, rien pour une défaite.
- L'Écosse possède la meilleure attaque, la France a la meilleure défense, enfin la plus grande différence de points revient au pays de Galles.

## Résultats
Tous les matches se tiennent (comme le plus souvent) un samedi et sur neuf dates :
| Paris, 13 janvier 1973     | France         | 16 - 13 | Écosse         |
| Cardiff, 20 janvier 1973   | Pays de Galles | 25 - 9  | Angleterre     |
| Édimbourg, 3 février 1973  | Écosse         | 10 - 9  | Pays de Galles |
| Dublin, 10 février 1973    | Irlande        | 18 - 9  | Angleterre     |
| Édimbourg, 24 février 1973 | Écosse         | 19 - 14 | Irlande        |
| Londres, 24 février 1973   | Angleterre     | 14 - 6  | France         |
| Cardiff, 10 mars 1973      | Pays de Galles | 16 - 12 | Irlande        |
| Londres, 17 mars 1973      | Angleterre     | 20 - 13 | Écosse         |
| Paris, 24 mars 1973        | France         | 12 - 3  | Pays de Galles |
| Dublin, 14 avril 1973      | Irlande        | 06 - 4  | France         |

## Les matches
Données techniques des rencontres du Tournoi 1973 :

### France - Écosse
| 13 janvier 1973 Temps gris et froid. | France Capitaine : W Spanghero                                               | 16 - 13 (10-6) | Écosse Capitaine : P Brown                                                     | Parc des Princes, Paris Terrain mou 37 232 spectateurs Arbitre : P Pattinson puis G Palmade à la 14e. |
| 13 janvier 1973 Temps gris et froid. | Essai(s) : Dourthe 22e Pénalité(s) : 3 Romeu 3e, 9e, 60e Drop(s) : Romeu 73e |                | Essai(s) : Lawson 45e Pénalité(s) : 2 P Brown 12e, 79e Drop(s) : McGeechan 24e | Parc des Princes, Paris Terrain mou 37 232 spectateurs Arbitre : P Pattinson puis G Palmade à la 14e. |
| 13 janvier 1973 Temps gris et froid. |                                                                              |                |                                                                                | Parc des Princes, Paris Terrain mou 37 232 spectateurs Arbitre : P Pattinson puis G Palmade à la 14e. |

### Pays de Galles - Angleterre
| 20 janvier 1973 Temps gris pluvieux. | Pays de Galles Capitaine : AJ Lewis                                                                     | 25 - 9 (12-6) | Angleterre Capitaine : Pullin              | Arms Park, Cardiff Pelouse légèrement glissante. 70 000 spectateurs Arbitre : F Domercq |
| 20 janvier 1973 Temps gris pluvieux. | Essai(s) : 5 Bevan (2), G Davies Edwards, AJ Lewis Transformation(s) : 1/5 Bennett Pénalité(s) : Taylor |               | Pénalité(s) : 2 S Doble Drop(s) : D Cowman | Arms Park, Cardiff Pelouse légèrement glissante. 70 000 spectateurs Arbitre : F Domercq |
| 20 janvier 1973 Temps gris pluvieux. | |               |                                            | Arms Park, Cardiff Pelouse légèrement glissante. 70 000 spectateurs Arbitre : F Domercq |

### Écosse - pays de Galles
| 3 février 1973 Temps gris | Écosse Capitaine : McLauchlan                                | 10 - 9 (10-6) | Pays de Galles Capitaine : AJ Lewis | Murrayfield, Édimbourg Bonne pelouse 60 000 spectateurs Arbitre : F Palmade |
| 3 février 1973 Temps gris | Essai(s) : 2 Steele, Telfer Transformation(s) : 1/2 D Morgan |               | Pénalité(s) : 3 Bennett (2), Taylor | Murrayfield, Édimbourg Bonne pelouse 60 000 spectateurs Arbitre : F Palmade |
| 3 février 1973 Temps gris |                                                              |               |                                     | Murrayfield, Édimbourg Bonne pelouse 60 000 spectateurs Arbitre : F Palmade |

### Irlande - Angleterre
| 10 février 1973 Temps froid ; vent fort. | Irlande Capitaine : McBride                                                                       | 18 - 9 (12-3) | Angleterre Capitaine : Pullin                                        | Lansdowne Road, Dublin Terrain glissant 45 000 spectateurs Arbitre : A Hosie |
| 10 février 1973 Temps froid ; vent fort. | Essai(s) : 2 Grace, Milliken Transformation(s) : 2/2 McGann Pénalité(s) : McGann Drop(s) : McGann |               | Essai(s) : Neary Transformation(s) : T Jorden Pénalité(s) : T Jorden | Lansdowne Road, Dublin Terrain glissant 45 000 spectateurs Arbitre : A Hosie |
| 10 février 1973 Temps froid ; vent fort. |                                                                                                   |               |                                                                      | Lansdowne Road, Dublin Terrain glissant 45 000 spectateurs Arbitre : A Hosie |

### Angleterre - France
| 24 février 1973 Beau temps, soleil intermittent ; vent tourbillonnant. | Angleterre Capitaine : Pullin                                   | 14 - 6 (7-0) | France Capitaine : W Spanghero                     | Twickenham, Londres Bon terrain 70 000 spectateurs Arbitre : K Clark |
| 24 février 1973 Beau temps, soleil intermittent ; vent tourbillonnant. | Essai(s) : 2 Duckham 38e, 41e Pénalité(s) : 2 T Jorden 20e, 48e |              | Essai(s) : Bertranne 80e Transformation(s) : Romeu | Twickenham, Londres Bon terrain 70 000 spectateurs Arbitre : K Clark |
| 24 février 1973 Beau temps, soleil intermittent ; vent tourbillonnant. |                                                                 |              |                                                    | Twickenham, Londres Bon terrain 70 000 spectateurs Arbitre : K Clark |

### Écosse - Irlande
| 24 février 1973 Temps gris | Écosse Capitaine : McLauchlan                                                     | 19 -14 (9-10) | Irlande Capitaine : McBride                           | Murrayfield, Édimbourg Bon terrain 50 000 spectateurs Arbitre : A Lewis |
| 24 février 1973 Temps gris | Essai(s) : I Forsyth Pénalité(s) : 2 D Morgan Drop(s) : 3 McGeechan, D Morgan (2) |               | Essai(s) : 2 Kiernan, McMaster Pénalité(s) : 2 McGann | Murrayfield, Édimbourg Bon terrain 50 000 spectateurs Arbitre : A Lewis |
| 24 février 1973 Temps gris |                                                                                   |               |                                                       | Murrayfield, Édimbourg Bon terrain 50 000 spectateurs Arbitre : A Lewis |

### Pays de Galles - Irlande
| 10 mars 1973 Beau temps | Pays de Galles Capitaine : AJ Lewis                                                      | 16 - 12 (6-3) | Irlande Capitaine : McBride                                         | Arms Park, Cardiff Terrain souple 60 000 spectateurs Arbitre : T Grierson |
| 10 mars 1973 Beau temps | Essai(s) : 2 J Shanklin, Edwards Transformation(s) : 1/2 Bennett Pénalité(s) : 2 Bennett |               | Essai(s) : Gibson Transformation(s) : McGann Pénalité(s) : 2 McGann | Arms Park, Cardiff Terrain souple 60 000 spectateurs Arbitre : T Grierson |
| 10 mars 1973 Beau temps |                                                                                          |               |                                                                     | Arms Park, Cardiff Terrain souple 60 000 spectateurs Arbitre : T Grierson |

### Angleterre - Écosse
| 17 mars 1973 Beau temps | Angleterre Capitaine : Pullin                                             | 20 - 13 (8-0) | Écosse Capitaine : McLauchlan                                           | Twickenham, Londres Bon terrain 60 000 spectateurs Arbitre : J Kelleher |
| 17 mars 1973 Beau temps | Essai(s) : 4 Dixon (2), G Evans, Squires Transformation(s) : 2/4 T Jorden |               | Essai(s) : 2 Steele Transformation(s) : 1/2 Irvine Pénalité(s) : Morgan | Twickenham, Londres Bon terrain 60 000 spectateurs Arbitre : J Kelleher |
| 17 mars 1973 Beau temps |                                                                           |               |                                                                         | Twickenham, Londres Bon terrain 60 000 spectateurs Arbitre : J Kelleher |

### France - pays de Galles
| 25 mars 1973 Beau temps ensoleillé ; avec vent. | France Capitaine : W Spanghero                          | 12 - 3 (9-0) | Pays de Galles Capitaine : Edwards | Parc des Princes, Paris Pelouse inégale 43 541 spectateurs Arbitre : D D'Arcy |
| 25 mars 1973 Beau temps ensoleillé ; avec vent. | Pénalité(s) : 3 Romeu 1re, 28e, 76e Drop(s) : Romeu 39e |              | Drop(s) : Bennett 73e              | Parc des Princes, Paris Pelouse inégale 43 541 spectateurs Arbitre : D D'Arcy |
| 25 mars 1973 Beau temps ensoleillé ; avec vent. |                                                         |              |                                    | Parc des Princes, Paris Pelouse inégale 43 541 spectateurs Arbitre : D D'Arcy |

### Irlande - France
| 14 avril 1973 Temps gris ; vent assez fort. | Irlande Capitaine : McBride           | 6 - 4 (3-0) | France Capitaine : W Spanghero | Lansdowne Road,Dublin Bon terrain 50 000 spectateurs Arbitre : R Johnson |
| 14 avril 1973 Temps gris ; vent assez fort. | Pénalité(s) : 2 Gibson 48e, Ensor 19e |             | Essai(s) : Phliponeau 78e      | Lansdowne Road,Dublin Bon terrain 50 000 spectateurs Arbitre : R Johnson |
| 14 avril 1973 Temps gris ; vent assez fort. |                                       |             |                                | Lansdowne Road,Dublin Bon terrain 50 000 spectateurs Arbitre : R Johnson |